# Świętoborzec
Świętoborzec (pronunciación: [ɕfʲεntɔ'bɔʐεʦ], idioma alemán: Landgestüt) es un barrio de la ciudad de Łobez en Polonia (Voivodato de Pomerania Occidental), que hace tiempo fue un pueblo separado. Świętoborzec está situado al sur de Łobez, cerca al camino que conduce a Węgorzyno. En el barrio hay algunos edificios que hasta el 2004 fueron el Establo de Los Sementales que fue una de los atracciones más grandes de la ciudad.